# Toni Hansen
Philipp Anton ("Toni") Hansen (* 27. Januar 1904 in Prüm; † 9. August 1959 in Linz am Rhein) war ein deutscher Politiker (CDP/CDU).

## Leben
Hansen besuchte die Volksschule und das Gymnasium bis zur Mittleren Reife. 1921–1924 besuchte er das Lehrerseminar in Prüm und war 1924–1927 Hauslehrer auf dem Rittergut Haus Horr bei Neuß. 1927–1928 war er Präfekt in einem Schülerheim in Bergheim und 1928–1930 Lehrer an der Mittelschule Niederprüm.
1930–1933 arbeitete er in der Verwaltung der Mehlgroßhandlung seines verstorbenen Bruders in Prüm. 1933–1934 war er Ersatzlehrer in Wetteldorf (Kreis Prüm) und 1934–1935 Hilfslehrer in Preist (Kreis Bitburg). 1935 wurde er vom Schuldienst aus politischen Gründen ausgeschlossen und übernahm erneut das Geschäft seines verstorbenen Bruders. 1940 leistete er Kriegsdienst (Gefreiter). Nach 1945 war er kommissarischer Kreisschulrat des Kreises Prüm und wurde 1947 Rektor der katholischen Volksschule Linz am Rhein.

## Politik
Bis 1945 war er parteilos. 1934–1935 war er Mitglied des NSLB und 1935 kurzzeitig Mitglied der NSV. Nach dem Krieg wurde er Mitglied des Stadtrats von Prüm und 1946–1947 dort Erster Beigeordneter.
Nach dem Zweiten Weltkrieg trat er der CDP bei, aus der später der rheinland-pfälzische Landesverband der CDU hervorging. Als Nachfolger der ausgeschiedenen Abgeordneten Dr. Else Missong rückte er am 24. Februar 1947 als Mitglied der Beratenden Landesversammlung nach.